# Agnibesa venusta
Agnibesa venusta är en fjärilsart som beskrevs av W. Warren 1897. Agnibesa venusta ingår i släktet Agnibesa och familjen mätare. Inga underarter finns listade i Catalogue of Life.